# 国家地理合股有限公司
國家地理合股有限公司（英語：National Geographic Partners）是由華特迪士尼公司（持股73%）與同名非營利科學組織國家地理學會（持股27%）所組建的合資公司。該公司負責監督同國家地理學會相關的所有商業活動，其中包括雜誌出版物和電視頻道等。公司董事會由華特迪士尼公司和國家地理學會各佔一半成員。
國家地理合股有限公司原是國家地理學會與21世紀福克斯公司聯合組建，但在迪士尼收購21世紀福克斯後，21世紀福克斯公司所擁有的73%股份轉為華特迪士尼公司所有。

## 成立背景
國家地理學會與21世紀福克斯公司的關係最早可以追溯到1997年，當時原新聞集團（21世紀福克斯公司是其繼承者之一）同國家地理學會合作在亞洲和歐洲推出了“國家地理頻道”（現名“國家地理”）的電視服務。 該電視服務的美國版隨後於2001年在北美地區開播。其他地區版本的國家地理頻道也在後來成立的國家地理合股有限公司的推動下逐步開播。

## 獎項榮譽
2019年，由國家地理合股有限公司出品的紀錄片《徒手攀岩》獲得第91屆奧斯卡金像獎最佳紀錄片及第72屆英國電影學院獎最佳紀錄片， 同時它還是2018年度全球紀錄片票房亞軍。

### 腳註
1. ↑  與迪士尼大眾娛樂內容合資成立。

### 出典
1. 1 2 3  Paul Farhi. . 華盛頓郵報. 2015-09-09  [2023-12-31]. （原始内容存档于2023-07-24）.
2. ↑  Dominic Patten. . Deadline. 2019-02-24  [2023-12-31]. （原始内容存档于2023-06-01）.
3. ↑  Paul Sheehan. . Gold Derby. 2019-02-20  [2023-12-31]. （原始内容存档于2023-02-05）.
4. ↑  Rebecca Rubin. . Variety. 2019-02-03  [2023-12-31]. （原始内容存档于2024-06-06）.

## 外部連接
- 官方网站
- 國家地理官方網站 （页面存档备份，存于）——面向消費者及普通用戶